# Frasstrukturgrammatik
Frasstrukturgrammatik är ett sätt att representera syntaktisk struktur. Vanligen använder man sig härvid av den speciella typ av graf som kallas träd. De icke-terminala noderna i trädet upptas av fraser, medan de terminala upptas av ord. Ett träd som avbildar en sats har som toppnod symbolen S, vilken förgrenar sig till konstituenterna NP (nominalfras) och VP (verbalfras). Dessa i sin tur kan förgrena sig ytterligare. Den frasnod som direkt dominerar ett ord, förgrenar sig dock inte. Förgrening av en nod kan tolkas som "består av, uppdelas i". Det är fråga om syntaktisk analys i termer av direkta konstituenter (eng. IC, immediate constituents).
Ett frasstrukturträd genereras "från toppen" med hjälp av frasstrukturregler, vilka "skriver om" en symbol till en annan eller flera andra.
Frasstrukturgrammatik är basen och utgångspunkten för den generativa grammatiken.
Se även kontextfri grammatik.